# Gryllus Dániel
Gryllus Dániel (Budapest, 1950. április 23. –) kétszeres Kossuth-díjas magyar zeneszerző, előadóművész, zenész.

## Élete
Gryllus Vilmos és Fogarassy Éva gyermekeként született. Testvéröccse Gryllus Vilmos. Általános iskolás korában tanult meg előbb zongorázni, majd klarinétozni, később furulyázni és citerázni. A középiskolát a Móricz Zsigmond Gimnáziumban, egyetemi tanulmányait a BME Építőmérnöki Karán végezte 1974-ben. 1969 őszén Mikó Istvánnal megalakította a Kaláka együttest. Versekre írt dalokat és népzenét játszanak. Az év decemberében lépett először közönség elé a Bem rakparti Művelődési Ház Tolcsvay klubjában. Weöres Sándor, Radnóti Miklós, Arany János és Petőfi Sándor verseit adták elő. 1970–71-ben a KFKI Fadrusz utcai helyiségében játszottak. 1971-től 1973-ig a vízivárosi pinceklubban, azután pedig a Marczibányi téri Művelődési Házban léptek föl. Első nagylemezük 1977-ben jelent meg Kaláka címmel. 1990-ben hanglemezeinek kiadására és terjesztésére megalapította a Gryllus Kft.-t. 
1972-ben házasságot kötött Kőváry Katalin rendezővel. Két gyermekük született: Gryllus Dorka (1972) és Gryllus Sámuel (1976). 

## Művei

### A Kaláka együttessel
- Kaláka (1977)
- Az én koromban (1981)
- A fekete ember (1984)
- Oda s vissza holland versek magyarul (1984)
- A pelikán (1985)
- Szabad-e bejönni ide betlehemmel? (1987)
- Villon – Kaláka (1988)
- Az én szívemben boldogok a tárgyak (1988)
- Boldog, szomorú dal (1989)
- Magyar népzene (1992)
- Ukulele (1993)
- Kaláka 25 (1994)
- Bőrönd Ödön (Tamkó Sirató Károly verseire, 1996)
- Varázsvirágok (1998)
- Hajnali rigók (1998)
- Nálatok laknak-e állatok? (1998)
- Kaláka 30 (1999)
- Egyetemi Színpad '76 (2002)
- Csak az egészség meglegyen (2003)
- Kaláka – Kányádi Sándor (2004)
- Kaláka – Kosztolányi Dezső (2005)
- Karácsonyi Kaláka (2005)
- Madáretető (2006)
- Kaláka – Arany János (2007)

### Önálló művei
- A teljesség felé (Weöres Sándor műve alapján, 1988)
- Pál apostol – Dalok Pál levelei szerint (Sumonyi Zoltán verseire, 1991)
- Volt egyszer volt egy kis zsidó (jiddis népdalok Kányádi Sándor fordításában, 1991)
- Esti csendben (1994)
- A hegyi beszéd – Dalok Máté evangéliuma alapján (Sumonyi Zoltán verseire, 1995)
- Tizenöt zsoltár (Sumonyi Zoltán verseire, 1997)
- Családi kör (2001)

## Díjai
- SZOT-díj (1989) csoportos, a Kaláka tagjaként
- Megosztott Kossuth-díj (2000, 2020)[2]
- Artisjus-díj (2007)
- Állami Ifjúsági Díj